# St Mary Moorfields

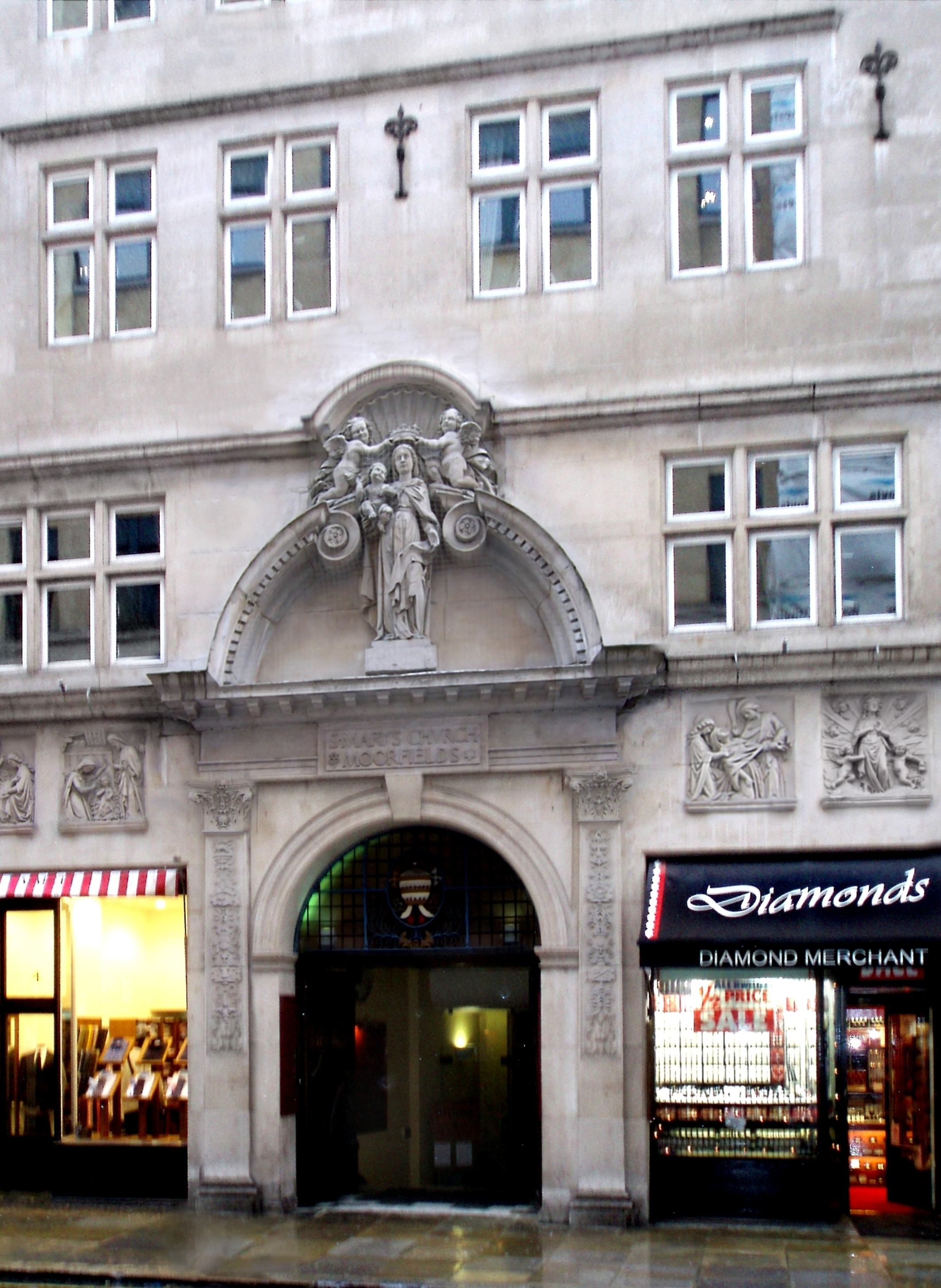
Das Kirchenportal in der Eldon Street

St Mary Moorfields, gelegen in der Eldon Street, ist die einzige römisch-katholische Kirche in der City of London. Ihr Vorgängerbau an der Ecke Blomfield Street / Finsbury Circus war das erste nach der Katholikenemanzipation in London neu errichtete größere römisch-katholische Gotteshaus.

## Erstes Kirchengebäude Ecke Blomfield Street/Finsbury Circus

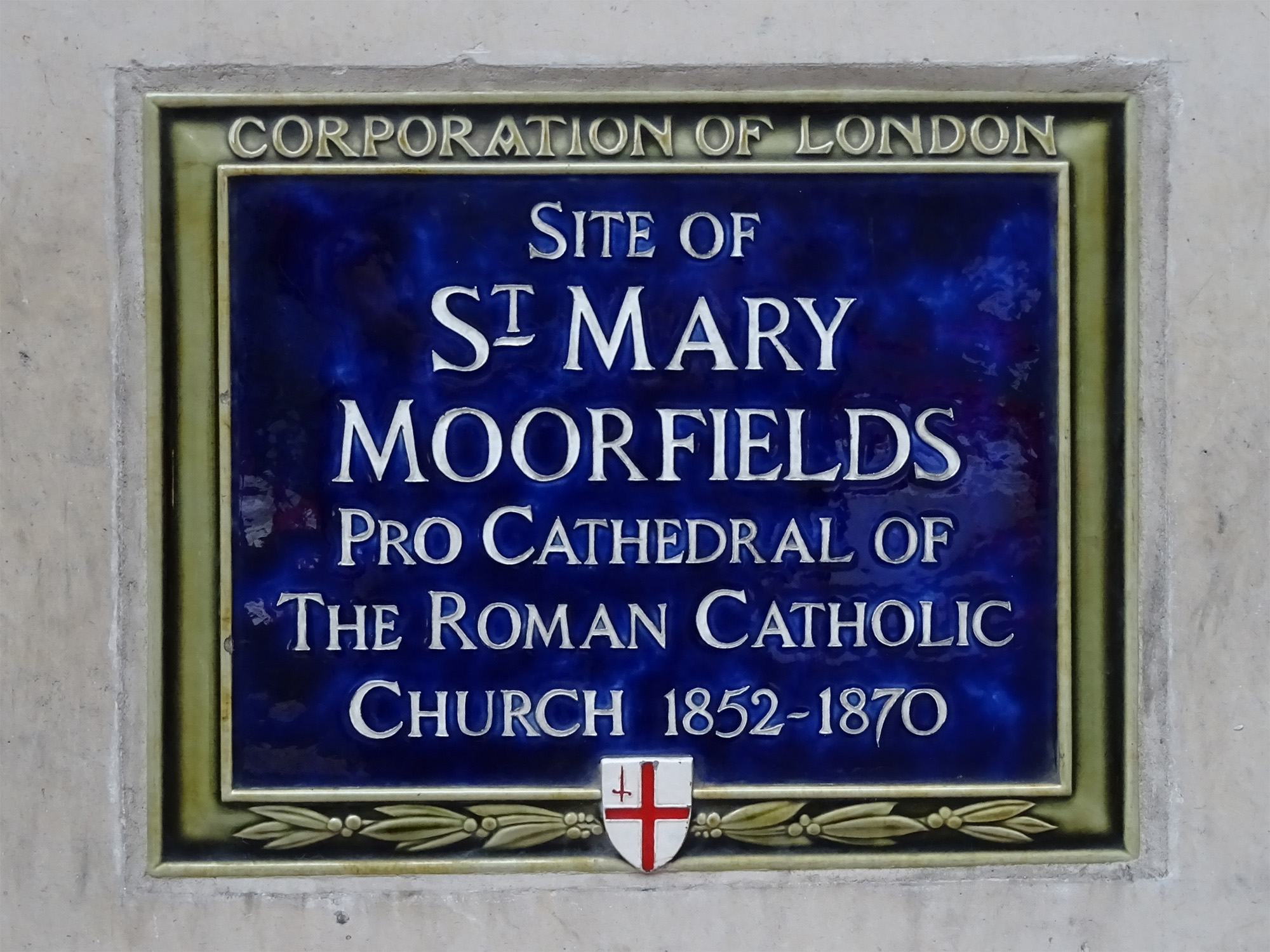
Gedenktafel am ursprünglichen Standort der Kirche

Nachdem im Zuge der Katholikenemanzipation durch den Catholic Relief Act von 1791 den Katholiken im Vereinigten Königreich wieder die Ausübung ihres Glaubens in der Öffentlichkeit erlaubt war, errichtete man für 26.000 Pfund Sterling zwischen 1817 und 1820 nach Plänen des Architekten John Newman an der Nordostecke der östlichen Zufahrt zum Finsbury Circus und der Blomfield Street ein erstes größeres Kirchengebäude im klassizistischen Stil. Dieses wurde 1820 eröffnet. Die Kirche war Sitz des Apostolischen Vikariates und ab 1850 für einen Zeitraum von 19 Jahren Prokathedrale des Erzbistums Westminster.
Abweichend von der üblichen, himmelsrichtungsmäßigen Ausrichtung katholischer Kirchen befand sich der Chor nicht im Osten, sondern im Westen. Der Zugang erfolgte durch den auf der Ostseite gelegenen Portikus von der Blomfield Street aus. Dieser wurde aus zwei freistehenden, korinthischen Säulen zusammen mit flankierenden Antenbauten gebildet; er zeigte im bekrönenden Dreiecksgiebelfeld ein Kreuz mit Flachreliefs weiblicher, Glaube und Frömmigkeit symbolisierender Figuren zu seinen Seiten.
Die südliche Langseite der Kirche verlief entlang der östlichen Zufahrt des Finsbury Circus.
Die drei Schiffe der Kirche wurden zunächst durch von fünf Pfeilern mit Kämpfern am Übergang zum Bogen, später dann Säulen mit aufwendig gestalteten Kapitellen getragenen Arkaden voneinander abgegrenzt. Das Hauptschiff war mit einer korbbogenförmig gewölbten Decke überspannt, die schmaleren Seitenschiffe hingegen mit Flachdecken.
Ein Fresko auf der auf bogenförmigem Grundriss errichteten Rückwand des Altarraums, das von Agostino Aglio ausgeführt worden war, zeigte den Kalvarienberg. Vor der Rückwand war ein von dem Mailänder Bildhauer Giovanni Battista Comolli (1775–1831) gestalteter, von sechs, den Säulen am Lysikratesmonument in Athen nachgestalteten, Marmorsäulen getragener und den Altar rückseitig umgebender Architrav angeordnet, der die Dachfenster der Apsis den Blicken der Kirchenbesucher entzog und so für eine effektvolle Beleuchtung der Altarraumrückwand mit ihrem monumentalen Fresko sorgte. Newman war auf der Suche nach einer Lösung für die gewünschte indirekte Beleuchtung eigens nach Mitteleuropa gereist, er fand die Anregung für seine Lösung in der Marienkapelle der Kirche St-Sulpice de Paris. Der ebenfalls von Comolli ausgeführte marmorne Altar hatte die Form eines Sarkophages, dieser wurde von zwei Engelfiguren flankiert, die die Mensa des Altars stützten. Auf dem Altar stand ein großer Tabernakel.
Der Bau Newmans wurde von Augustus Pugin ungünstig beurteilt, da er nichts vorzufinden glaubte, dass ihn an die alte Religion (gemeint war die römisch-katholische Religion) erinnerte. Pugin tat die Kirche gar als „Theater“ und als „Werk eines protestantischen Architekten“ ab. Der Eingangsbereich diente dennoch als Vorbild der 1835 nach Plänen von William Hallett errichteten (und erhaltenen) römisch-katholischen Kirche St John the Baptist in Brighton.
Das Innere der Kirche wurde 1852 nach Plänen des katholischen Architekten Charles Parker (1799–1881) sowie von 1857 bis 1858 unter Leitung von Charles Kuckuck neu gestaltet. Zumindest nach der Umgestaltung wurden die Arkaden zwischen den Kirchenschiffen von Säulen mit Marmorimitation getragen. Insgesamt diente die Umgestaltung einer Italianisierung der Kirche, welche eher dem Geschmack des Kardinals Wiseman entsprach.
Die Niederlegung des Baues erfolgte 1899, anschließend verkaufte man den Bauplatz als Beitrag zur Finanzierung der Westminster Cathedral. Aus der alten Kirche sind sechs Marmorsäulen beim Bau der neuen, kleineren Kirche in der Eldon Street wiederverwendet worden. Die Kirchenfenster aus Buntglas mit biblischen Motiven wurden in die St Joseph’s School Chapel in Islington gebracht, wovon zwei den Zweiten Weltkrieg überstanden. Außerdem wird vermutet, dass ein Becken aus schwarzem Marmor, das sich in nämlicher Kirche befindet, ebenfalls aus dem ersten Gebäude St Mary Moorfields stammt. Die Orgel der ersten St Mary-Kirche wurde 1905 in der neu errichteten Ilford Presbyterian Church, Oakfield Road, Ilford, wiederaufgebaut.

## Zweites Kirchengebäude in der Eldon Street
Vier Jahre nach dem Abbruch der alten Kirche wurde am 15. März 1903, in der Amtszeit des Kardinals Herbert Vaughan, der heutige Bau in der Eldon Street, die als nächste Straße dem Finsbury Circus in nördlicher Richtung folgt, eröffnet. Der Architekt des neuen Gebäudes war George Sherrin.
Aufgrund der geringen Frontbreite zwischen den angrenzenden Geschäftsgebäuden konnte in der Eldon Street keine übliche Kirchenfassade errichtet werden. Das Kirchenportal ist daher zwischen zwei Ladenlokalen, in eine eher einer gewöhnlichen Geschäftshausfront gleichende Fassade eingefügt. Das Portal einschließlich der zugehörigen Bauplastik ist aus Portland-Stein gefertigt. Die Figur der Jungfrau Maria mit Kind und den zwei sie krönenden Engeln wurde von John Daymond geschaffen. Auch diese Kirche ist nicht wie üblich zwischen West und Ost ausgerichtet. Der Chor mit dem Tabernakel befindet sich in nördlicher Richtung, damit von dem auf der Nordseite der Eldon Street gelegenen Portal aus der Besucher der Kirche in direkter Linie auf den Aufbewahrungsort des Allerheiligsten blicken kann. Der Chor der Kirche ist dem alten Newmanschen Bau nachempfunden, vergleichbar diesem sind die sechs aus der alten Kirchen ausgebauten Marmorsäulen hinter dem Altar gruppiert. Die Kirche in der Eldon Street ist aber nur zweischiffig ausgeführt, das Hauptschiff wird in westlicher Richtung von einer schmäleren, durch eine von polierten Säulen getragene Arkadenstellung unterteilt. Die Belichtung der Kirche erfolgt nicht über Fenster in den Seitenwänden, sondern durch Dachfenster in der einem flachen Tonnengewölbe ähnelnden Decke des Hauptschiffes. Das Seitenschiff ist durch eine einhüftige Tonne überdeckt.
Ursprünglich lag diese Kirche im London Borough of Hackney. Seit einer mit Wirkung zum 1. April 1994 erfolgten neuen Grenzziehung zwischen den Stadtbezirken Hackney und City of London befindet sich St Mary auf dem Gebiet der City of London, da die Bezirksgrenze sich von der Portal- zur Chorseite hin verschob. Die Kirche ist das letzte erhaltene einer Reihe von Gotteshäusern, die sich auf dem Gebiet der Finsbury Circus Conservation Area, einem Denkmalschutzbezirk um den Finsbury Circus, der von den Straßen London Wall im Süden, Moorgate im Westen, Eldon Street im Norden und Blomfield Street im Osten begrenzt wird, befanden.

### Orgel
Die Orgel wurde Ende des 19. Jahrhunderts von den Orgelbauern Corps & Son (Finsbury Park) erbaut, und 1959 von der Orgelbaufirma Mander restauriert. Das rein mechanische Instrument hat 12 Register auf zwei Manualen und Pedal.
| I Great Organ C–g3 |                |    |
| 1.                 | Open Diapason  | 8′ |
| 2.                 | Claribel       | 8′ |
| 3.                 | Dulciana       | 8′ |
| 4.                 | Principal      | 4′ |
| 5.                 | Harmonic Flute | 4′ |
| 6.                 | (vakant)       |    |

| II Swell Organ C–g3 |                  |    |
| 7.                  | Stopped Diapason | 8′ |
| 8.                  | Gamba            | 8′ |
| 9.                  | Voix Celeste     | 8′ |
| 10.                 | Wald Flute       | 4′ |
| 11.                 | Oboe             | 8′ |

| Pedal C–f1 |         |     |
| 12.        | Bourdon | 16′ |

## Sonstiges
Vincent Novello war von 1840 bis 1843 Organist der Kirche.
Im ersten Kirchengebäude bestattete man am 21. Juni 1826 den Komponisten Carl Maria von Weber, ebenso wurde der Komponist und Kontrabass-Virtuose Domenico Dragonetti im ersten Gebäude der Kirche begraben. Dragonettis sterbliche Überreste wurden anlässlich des Abrisses der ersten Kirche auf den katholischen Friedhof in Wembley umgebettet, von Webers Leichnam hingegen bereits 1844 nach Dresden überführt.

## Galerie

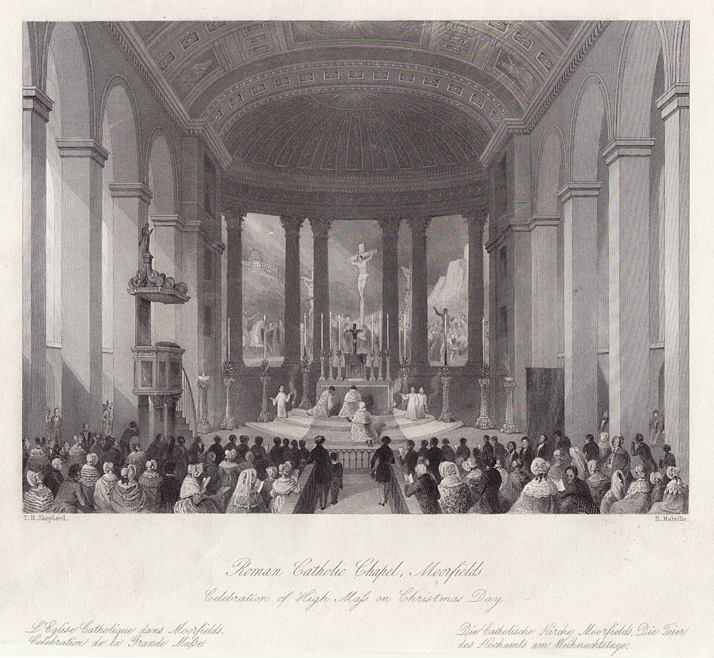
Erstes Gebäude – Innenraum während einer Christmette
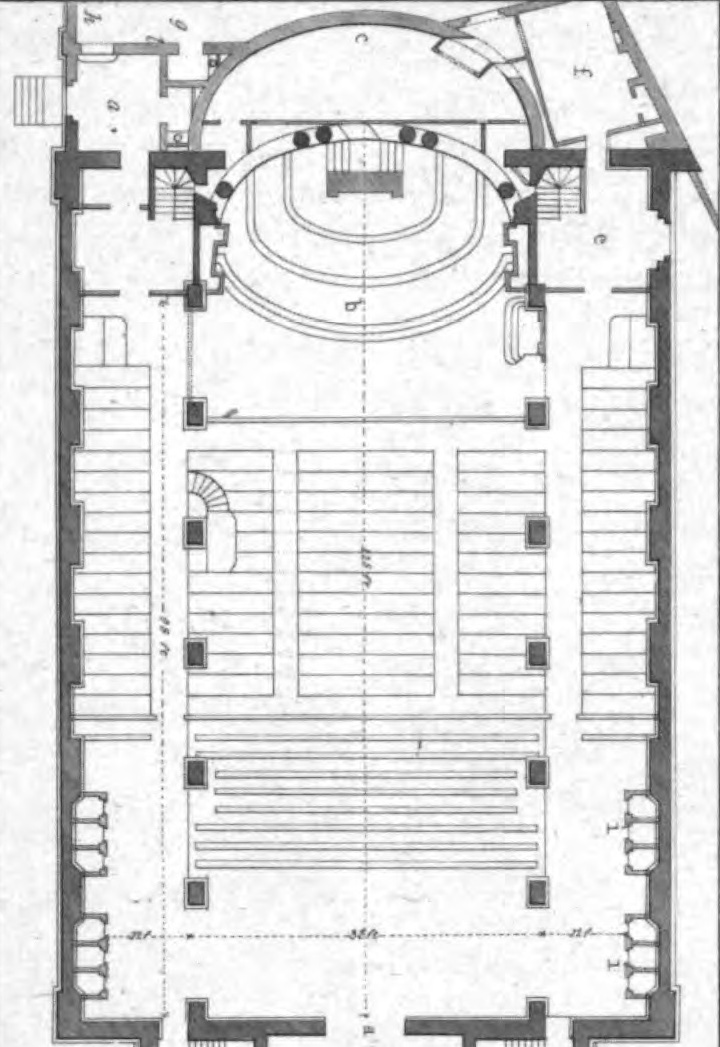
Erstes Gebäude – Grundriss
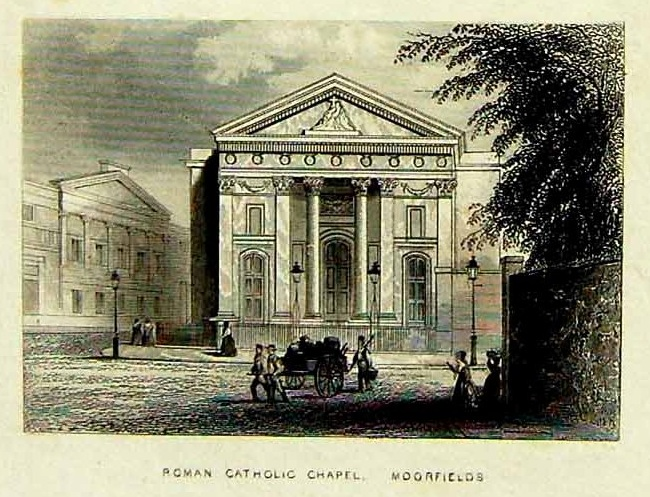
Erstes Gebäude – Fassade zur Blomfield Street
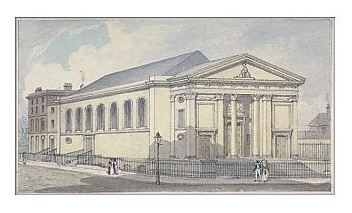
Erstes Gebäude – Seitenansicht

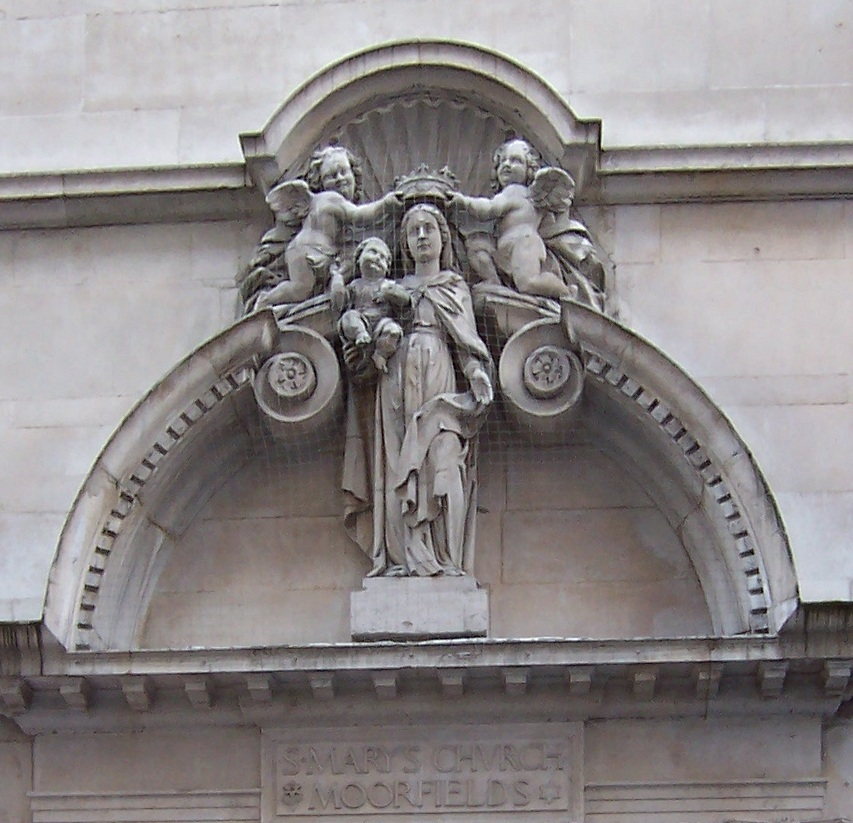
Die von John Daymond geschaffene Madonna
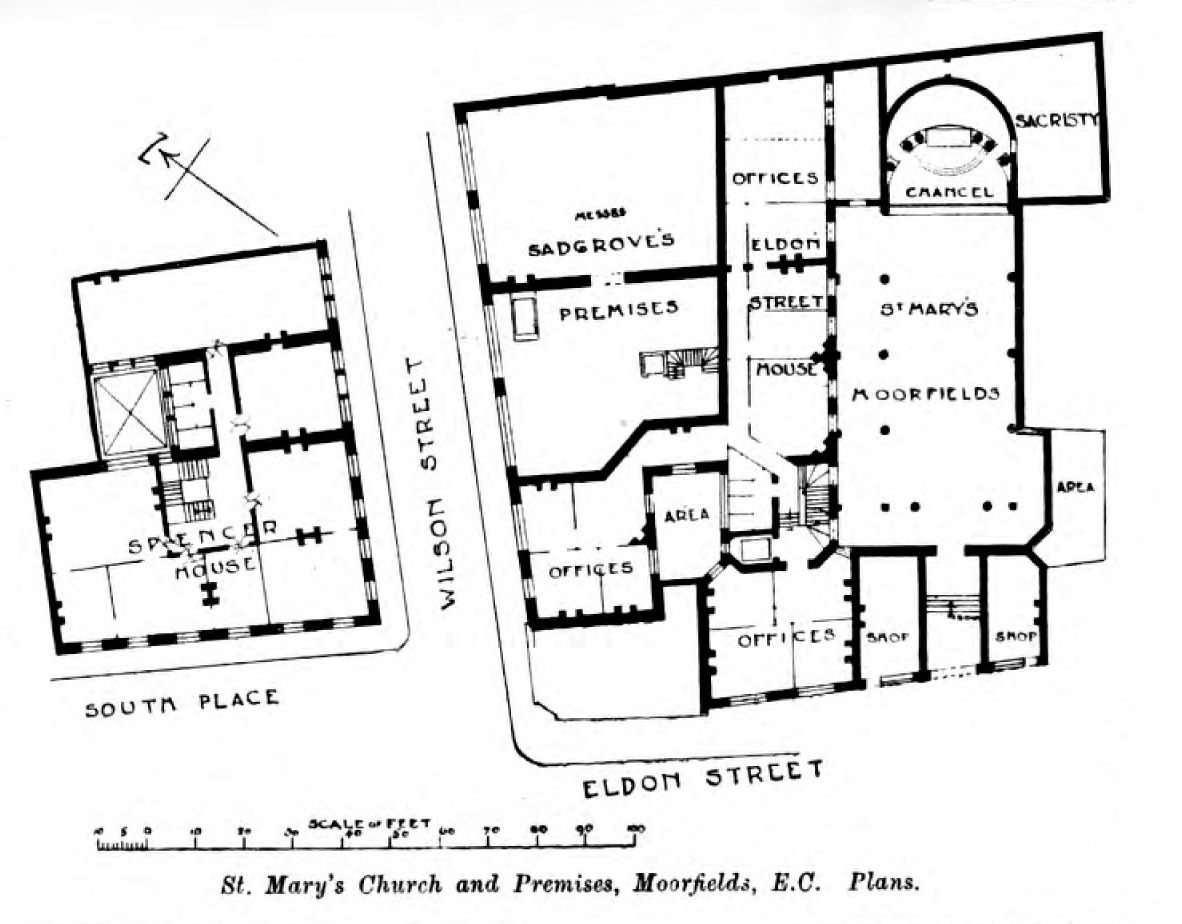
Zweites Gebäude – Grundriss